# Amy Wright
Amy Wright (Chicago, 15 april 1950) is een Amerikaanse actrice.

## Biografie
Wright werd geboren in Chicago maar groeide op in het middenwesten van Amerika. Zij heeft gestudeerd aan de Beloit College in Beloit. Hierna ging zij studeren aan de Universiteit van Chicago in Chicago.
Wright is getrouwd met Rip Torn met wie zij twee dochters heeft.

## Filmografie

### Films
- 2010 Please Give – als Erin
- 2008 Synecdoche, New York – als makelaar
- 2006 The Good Shepherd – als medewerkster safe house
- 2006 The Namesake – als Pam
- 2004 Messengers – als Nan Parrish
- 2002 Winning Girls Through Psychic Mind Control – als psychiater
- 2001 Besotted – als Mona
- 2001 Amy & Isabelle – als Rosie
- 1999 Joe the King – als Mary
- 1995 Tom and Huck – als tante Polly
- 1995 The Scarlet Letter – als Goody Gotwick
- 1993 To Dance with the White Dog – als Carrie
- 1993 Josh and S.A.M. – als serveerster
- 1993 Where the Rivers Flow North – als verdwaalde vrouw
- 1991 Lethal Innocence – als Margaret Stokely
- 1991 Deceived – als Evelyn
- 1991 Hard Promises – als Shelley
- 1991 Final Verdict – als Queenie
- 1991 In the Line of Duty: Manhunt in the Dakotas – als Karen
- 1990 Love Hurts – als Karen Weaver
- 1990 Daddy's Dyin'... Who's Got the Will? – als Lurlene
- 1989 Settle the Score – als Becky
- 1989 Miss Firecracker – als Missy Mahoney
- 1988 The Accidental Tourist – als Rose Leary
- 1988 Crossing Delancey – als Ricki
- 1988 The Telephone – als Honey Boxe
- 1986 Trapped in Silence – als Dana Wendolowski
- 1986 Off Beat – als Mary Ellen Gruenwald
- 1985 Beer – als Stacy
- 1983 A Fine Romance – als Jean
- 1980 Inside Moves – als Anne
- 1980 Stardust Memories – als Shelley
- 1979 Wise Blood – als Sabbath Lily
- 1979 Heartland – als Clara Jane
- 1979 The Amityville Horror – als Jackie
- 1979 Breaking Away – als Nancy
- 1978 The Deer Hunter – als bruidsmeid
- 1978 Girlfriends – als Ceil
- 1976 Not a Pretty Picture – als Cindy

- Gemeinsame Normdatei: 1339142031
- Library of Congress Control Number: no2004003268
- Nationale Bibliotheek van Israël: 987007446828505171
- Virtual International Authority File: 51390934
- WorldCat: E39PBJjhBgXtXCJQvQRYM7VV4q